# Пелагия Дивеевская
Пелаги́я Диве́евская (30 апреля (12 мая) 1807, Арзамас — 30 января (11 февраля) 1884, Серафимо-Дивеевский монастырь) — первая  из трёх канонизированных блаженных Серафимо-Дивеевского монастыря. По завету Серафима Саровского стала юродивой и после его смерти оберегала сестёр обители.

## Биография
Родилась Пелагия в богатой купеческой семье в Арзамасе. Росла в доме сурового отчима. По рассказам матери, она с детства отличалась странностями, и мать поскорее постаралась выдать замуж «дурочку». Во время смотрин Пелагея разыграла безумие, но её жених не отказался от неё. Трое её детей — два сына и дочь — умерли во младенчестве.
В 1828 году молодые супруги посетили Саровскую пустынь, чтобы получить наставления и молитвенную помощь отца Серафима. Святой старец Серафим долго беседовал с Пелагией и указал ей путь высочайшего самоотвержения. Он возложил на неё подвиг юродства, как необходимый для её душевного спасения, и предрёк, что она впоследствии будет жить в Дивееве и заменит там его самого. Сказал ей батюшка Серафим: «Иди, матушка, иди немедля в мою-то обитель, побереги моих сирот-то. Многие тобою спасутся, и будешь ты свет миру».
После этого она стала учиться Иисусовой молитве. Днями она как будто всё более стала терять рассудок, бегая по улицам Арзамаса, безобразно крича, вызывая пересуды и оскорбления, которые искренно радовали её душу, презревшую все блага мира сего. По ночам она молилась на паперти церкви. Муж не понимал её подвига, бил её и издевался, сажал на цепь. По его просьбе городничий жестоко наказал Пелагию: «Клочьями висело её тело, кровь залила всю комнату, а она хотя бы охнула». Городничий же во сне увидел уготованный ему котёл.
Муж отрёкся от Пелагеи и в 1837 году мать поместила её в Дивеевскую обитель. Здесь она в первое время продолжала безумствовать, терпела лишения, она никогда не просила пищи, а вкушала, когда предложат, и очень скудно. Круглый год ходила босиком, не мылась, спала на полу на войлочной подстилке, денег никогда ни от кого не брала, говорила иносказательно, но имела дар прозорливости.
Сорок шесть лет Пелагея провела в обители. Во время смуты в обители блаженная по-своему воевала за правду, и даже, обличив архиерея, ударила его по щеке. Война с врагами выглядела как буйное помешательство, но после битвы, оставлявшей посуду разбитой, мебель — поломанной , а одежду — разорванной , сëстры умиротворялись и вразумлялись.
После окончания смуты блаженная переменилась, полюбила цветы и стала заниматься ими. Игумения Мария ничего не предпринимала без её совета. Кого в послушание послать, кого принять в обитель или выслать решала матушка с благословения блаженной.
Духовные дары стали привлекать к ней множество людей разного звания и с разными проблемами. К ней приходили, писали письма. Утешая и врачуя, наставляя и обличая, блаженная многих направляла по пути спасения. По словам келейницы, «всякому она говорила лишь то, что Сам Господь укажет, и кому что надо было для душевного спасения: одного ласкает, другого бранит, кому улыбается, от кого отворачивается, с одним плачет, а с другим вздыхает, кого приютит, а кого отгонит, а с иным, хоть весь день просиди, ни полслова не скажет, точно будто и не видит».
Сохранилось описание Пелагии, сделанное художником М. П. Петровым в 1874 году: «на полу на войлоке сидела старая, скорченная и грязная женщина, с огромными ногтями на руках и босых ногах», «она немедленно по приходе моём встала и выпрямилась предо мною во весь рост. Это была женщина красиво сложенная, с необыкновенно живыми, блестящими глазами».
11 января 1884 года, сказав, что у неё болит голова, Пелагия направилась к двери, чтобы выйти на улицу, но упала. Через несколько дней она стала всем кланяться в ноги и просить прощения. 20 января у неё началось воспаление лёгких. 23 января к ней пришёл священник, чтобы причастить, но блаженная несколько раз отодвигала от себя святую Чашу. «Разве другой-то раз можно?» — проговорила блаженная, что окружающие восприняли как то, что Ангел Господень её уже причастил до этого. 25 января по ней была прочитана отходная, после чего Пелагия совсем замолкла. Многострадальная душа блаженной отошла к Богу 30 января.
Отпевание было совершено на девятый день при большом стечении народа. Похоронили святую в кипарисовом гробу, украшенном херувимами, на внутренней стороне крышки которого была дощечка с надписью: «Проходившая путь Христа ради юродства раба Божия блаженная Пелагея 30-го января 1884 года отошла ко Господу». На могиле, расположенной напротив главного алтаря Троицкого собора, был воздвигнут памятник с надписями с четырёх сторон:
- «Пелагея Ивановна Серебренникова, урождённая Сурина, по благословению старца Божия иеромонаха Серафима за святое послушание оставила всё счастье земной жизни, мужа и детей, приняв на себя подвиг юродства, и приняла гонения, заушения, биения и цепи Христа Господа ради. Родилась в 1809 году, прожила в монастыре 47 лет, и 30 января 1884 года отошла ко Господу 75 лет от роду»;
- «Блажени есте, егда поносят вам, и изжденут, и рекут всяк зол глагол на вы, лжуще мене ради. Радуйтеся и веселитеся, яко мзда ваша многа на небесех. Всё здесь претерпевшая и всё превозмогшая силою любви твоей к Богу, любви Его ради потерпи нашу немощь духовную и крестом подвига твоего заступи нас»;
- «Свято-Троицкого Серафимо-Дивеева монастыря Серафимов Серафим, блаженная Пелагея. Пелагея, взяв крест свой ради Бога, на земле жила она вся в Боге, и на небе живёт вечно с Богом»;
- «Блажени изгнани правды ради, яко тех есть Царство Небесное. На тернистом пути подвига твоего не оставляла ты никого, к тебе прибегающего не забуди и там, в блаженстве вечной Божией славы, обитель, тобою излюбленную»[3].

Современники называли блаженную «вторым Серафимом». До революции сохранялись толстая железная цепь, которой некогда была прикована страдалица своим мужем к стене, и келья, в которой она скончалась.
Преемницей Пелагии стала блаженная Параскева. В Дивеевской обители преемственность блаженных стариц не прекращалась вплоть до её закрытия. Последней дивеевской блаженной называют Анну Васильевну. Подвиг юродства Анны начался по благословению саровского старца Анатолия, который велел ей странствовать по Дивееву. Только в последние годы стала она жить вместе с дивеевскими сестрами в домике номер 16 на улице Лесной.

## Канонизация
31 июля 2004 года блаженная старица Пелагия Дивеевская была прославлена в лике местночтимых святых Нижегородской епархии. В октябре 2004 года Архиерейским собором было принято решение о её общецерковном почитании.
Святые мощи блаженной Пелагии были обретены в сентябре 2004 года и покоятся в Казанской церкви Серафимо-Дивеевского монастыря. В честь блаженной Пелагеи был освящён один из восьми её приделов с северной стороны.